# 卡普特湖

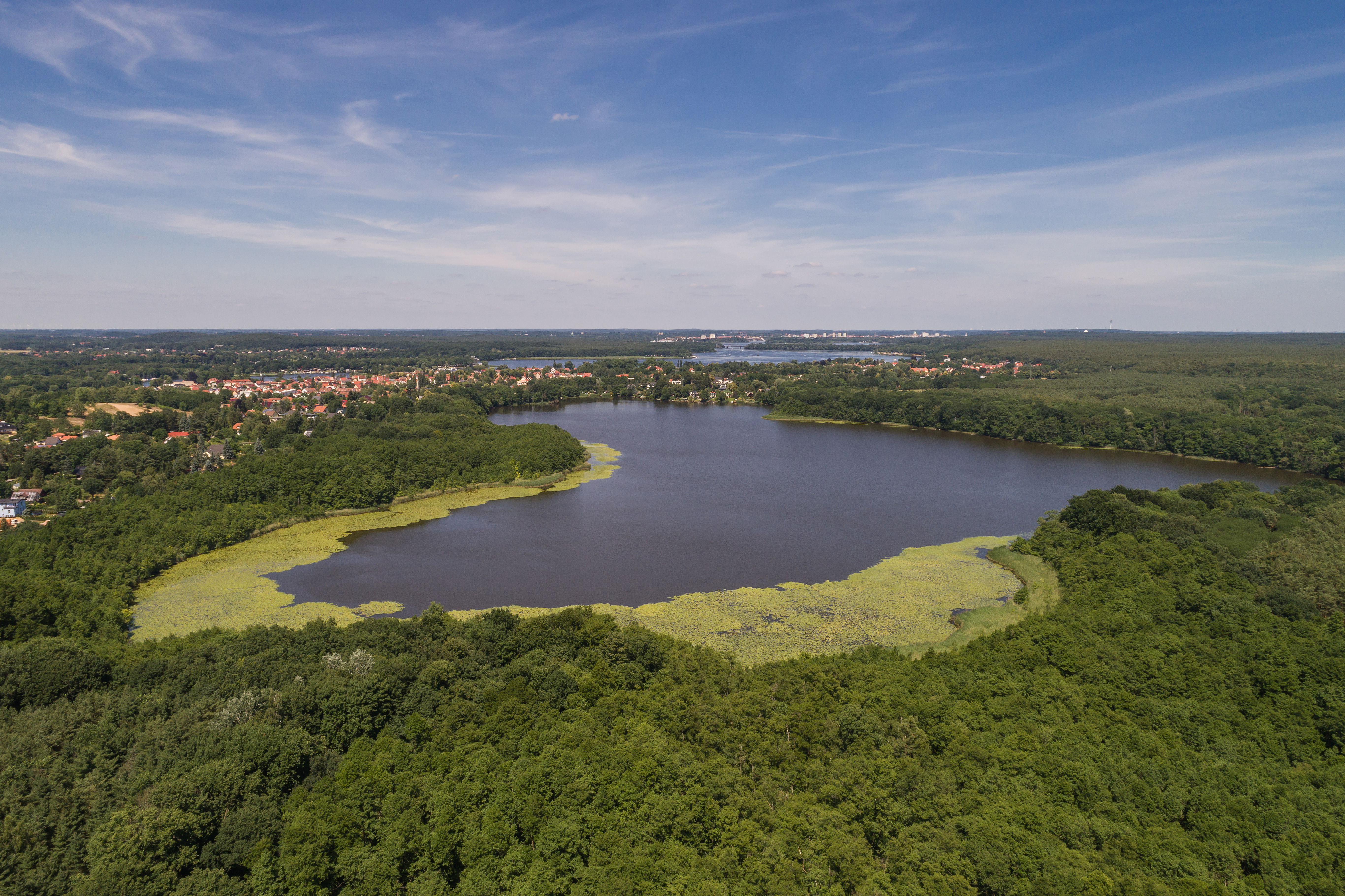

52°20′20″N 12°59′49″E / 52.338832°N 12.996835°E
卡普特湖（德語：Caputher See），是德國的湖泊，位於該國東北部，由勃蘭登堡州負責管轄，處於波茨坦-米特爾馬克縣，長1.1公里、寬0.8公里，面積0.48平方公里，海拔高度31米，平均水深3.1米，最大水深8米，水體容量1.5萬立方米。